# Cuarzo rosa
Cuarzo rosa designa a dos variedades del cuarzo que tienen el mismo color, pero cuyo aspecto, aplicaciones y sobre todo origen del color es distinto. Dado que no tienen nombre diferenciado en castellano (aunque se han propuesto nombres separados en inglés y en alemán), se pueden diferenciar por su característica más evidente: una de ellas aparece siempre como cristales de tamaño muy pequeño, mientras que la otra aparece siempre como masas cristalinas, nunca como cristales definidos. Su dureza es 7.

## Cuarzo rosa

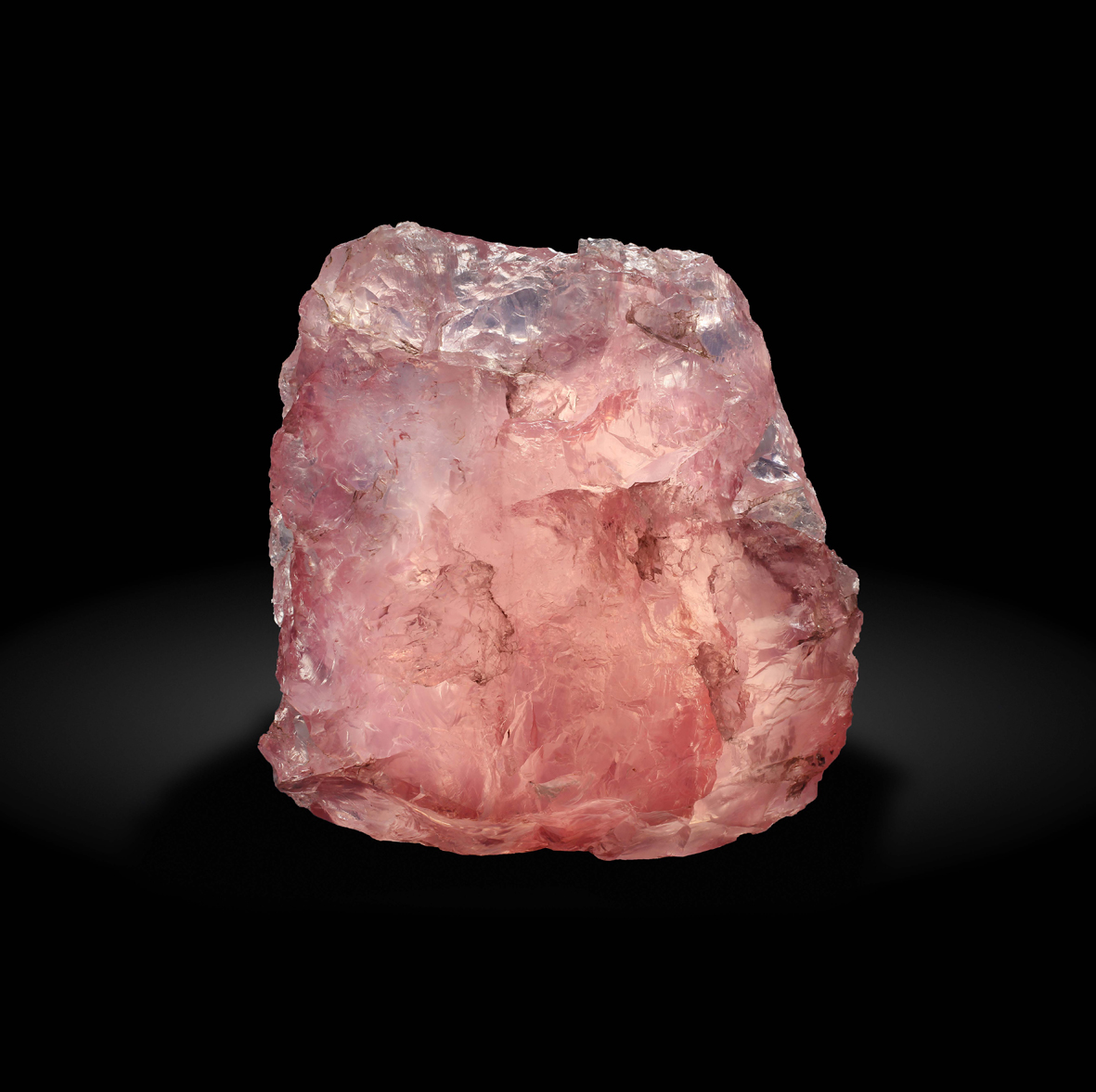
Cuarzo rosa masivo. Mina Alba 1ª, Oliva de Plasencia, Cáceres, España. Altura del ejemplar, 7 cm. Foto J. Callén

El cuarzo rosa   es la más común de estas dos variedades. Se encuentra generalmente formando el núcleo de pegmatitas zonadas, junto con cuarzo lechoso, formado a temperaturas elevadas, en condiciones neumatolíticas. El color es rosa, más o menos intenso, y nunca es completamente transparente. Incluso los mejores ejemplares presentan un aspecto opalino o nebuloso . Esto se debe a que la causa del color es la presencia de inclusiones capilares extremadamente finas (entre 0,1 y 0,5 micras) de color rosa, formadas por exolución, de dumortierita o de un mineral muy semejante, que podría llegar a considerarse una especie nueva si se pudiera estudiar con suficiente detalle. El color  del cuarzo rosa masivo es bastante estable, aunque se pierde por calentamiento a temperaturas del orden de los 500 °C, al oxidarse las trazas de hierro ferroso presentes en el mineral capilar. Generalmente el cuarzo rosa masivo presenta muchas fracturas internas, el color no suele ser homogéneo, y son frecuentes las bandas de color blanco dentro de la masa rosa.
El cuarzo rosa  se utiliza ampliamente como piedra decorativa para fabricar pequeñas figuras, cajas, rodados, pisapapeles, etc. Ocasionalmente se encuentra material lo suficientemente libre de defectos como para que se pueda tallar en forma de piedras facetadas. También, raramente, se pueden obtener cabujones tallados con efecto de asterismo. En algún caso, el de peor calidad se ha utilizado para construir fuentes o decoraciones urbanas, como la fuente situada en el Parque de San Antón, en Plasencia (Cáceres), España.

### Yacimientos de cuarzo rosa masivo
En Brasil se encuentran varias explotaciones importantes de  cuarzo rosa masivo en pegmatitas en el campo pegmatítico de Borborema y en Taboa, en el estado de Rio Grande do Norte, y la  pegmatita de Alto do Feio, en Pedra Lavrada, en Paraiba. También se extrae cuarzo rosa para su uso en bisutería y decoración en Namibia,  India, y Madagascar. En España estuvo en explotación un yacimiento con mineral de muy buena calidad en la mina Alba 1.ª, en Oliva de Plasencia (Cáceres). También se extrajo cuarzo rosa, de una calidad muy inferior, en Alto da Canteira, Ribeira (La Coruña)

## Cuarzo rosa en cristales

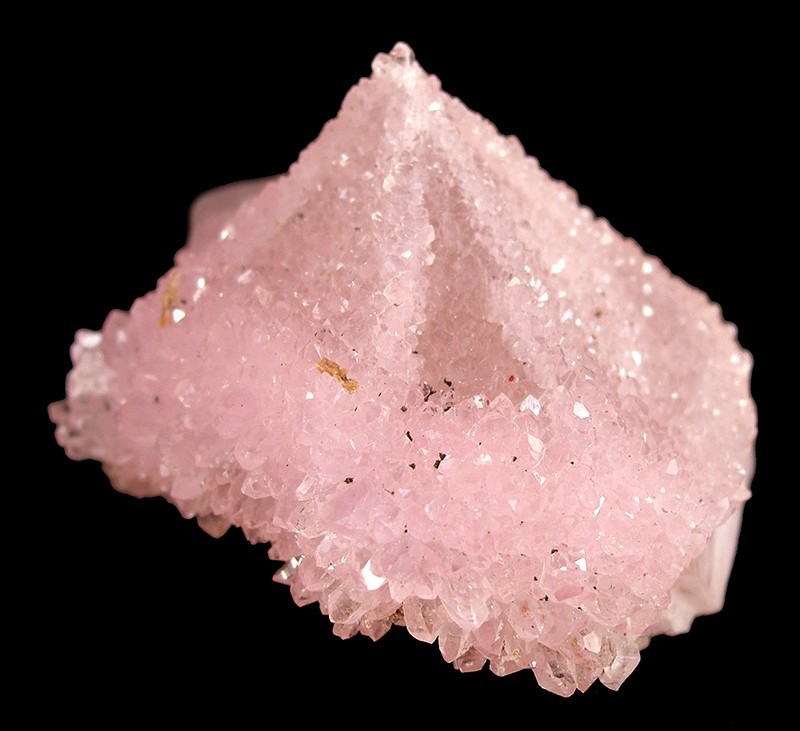
Cuerzo rosa en cristales sobre un cristal grande de cuarzo de otra variedad. Lavra da Ilha, Taquaral, Itinga, Minas Gerais, Brasil

Los cristales de cuarzo rosa son siempre muy pequeños, muy raramente alcanzan dos centímetros de longitud como máximo, mientras que los cristales de otras variedades de cuarzo pueden superar el metro, y son generalmente irregulares, mucho peor definidos morfológicamente que los de las otras variedades. El color se debe  la presencia de centros de color con una estructura peculiar, un ion O- situado entre átomos de fósforo y aluminio, formados por acción de la radiación. El color es bastante sensible a la acción de la luz y del calor, y este tipo de cuarzo es ligeramente dicroico. Los cristales de cuarzo rosa se encuentran en cavidades miarolíticas de pegmatitas formados por fenómenos hidrotermales tardíos, generalmente asociados a cristales de cuarzo de otras variedades. Los ejemplares de cuarzo rosa en cristales son demasiado pequeños para tallarlos, pero muy apreciados como ejemplares de colección. Un ejemplar particular, conocido con el nombre de "La Madonna Rossa", asociación de cuarzo rosa con cuarzo ahumado,  de 32 cm de alto y 16 de anchura, fue vendido en subasta el 2 de junio de 2013, alcanzando un precio de 662.500 $.

### Yacimientos de cuarzo rosa en cristales
El cuarzo rosa en cristales está mucho menos difundido que el cuarzo rosa masivo. los mejores ejemplares de cristales de cuarzo rosa se han obtenido en las explotaciones de Lavra Berilo Branco, en Sapucaia, en  Alto da Pitorra, en Laranjeiras, y en Taquaral, Itinga, en los tres  casos en el estado de Minas Gerais (Brasil). También se ha encontrado material de buena calidad en Newry, Maine (USA).